# Mesoplodon hotaula
Mesoplodon hotaula — вид мезоплодонтових китів, тісно пов’язаних із Mesoplodon ginkgodens.

## Розповсюдження
Про Mesoplodon hotaula відомо лише з семи особин, які опинилися на пляжах різних островів в Індійському та південній частині Тихого океанів: Сейшельських островів, Мальдівських островів, Шрі-Ланки, островів Гілберта, Кірибаті та островів Лайн. Ці спостереження свідчать про те, що вони віддають перевагу тропічним середовищам проживання.

## Характеристики
Сім знайдених екземплярів мали довжину тіла від 386 до 609 см. Зараз цей вид діагностують за такими характеристиками черепа та зубів: одна пара дуже великих трикутних і сплощених з боків зубів знаходиться на нижній щелепі відразу за лобковим зростком. Зубні ямки повністю лежать позаду симфізу нижньої щелепи. Зуби вертикальні, вище за них широкі і асиметричні. Передній край майже прямий, задній край опуклий. Симфіз нижньої щелепи короткий. Діаметр передщелепної кістки становить ≥60 мм у дорослих.
Голотип, нещодавно померлий екземпляр, мав відносно сплощений тулуб і вузьку голову з довгим дзьобом. Очі були на половину довжини дзьоба за кутиком рота. Черево було синьо-сіре. Хвостовий плавець був середнього розміру і мав поглиблення посередині заднього краю. Зразок із Сейшельських островів мав схожий зовнішній вигляд, але не мав поглиблення на хвостовому плавці. Спина і маківка були синяво-чорні, до живота колір трохи світлішав. Навколо очей у тварини були сірі плями. Кінчики щелеп сірі, нижня щелепа і горло переважно білі. Верхні губи були білястими.

## Поведінка
Тварини харчуються шляхом всмоктування. Вони створюють середовище низького тиску в своїй ротовій порожнині, щоб засмоктувати здобич до рота. Через такий спеціальний спосіб годування дзьобаті кити втратили більшість зубів. Після використання всмоктування для захоплення здобичі вони покладаються на просте просіювання, щоб утримувати здобич у роті, викидаючи воду.